# باتريك مكفارلاند
باتريك مكفارلاند (بالإنجليزية: Patrick McFarland)‏ مواليد 7 ديسمبر 1951 في فيلادلفيا، هو لاعب كرة سلة أمريكي سابق. بدأ مسيرته الاحترافية في سنة 1973. تم اختياره من قبل فريق نيويورك نيكس خلال الدرافت. حمل الرقم 15. يبلغ طوله 6 قدم 0 بوصة (1.8 م). اعتزل اللعب في 1975.

## روابط خارجية
- باتريك مكفارلاند على موقع سبورتس رفرنس (الإنجليزية)
- باتريك مكفارلاند على موقع كلية كرة السلة في سبورتس رفرنس.كوم (الإنجليزية)
- باتريك مكفارلاند على موقع ريلجم (الإنجليزية)
- باتريك مكفارلاند على موقع بروبوليرز (الإنجليزية)